# Околішел
Околішел (рум. Ocolișel) — село у повіті Клуж в Румунії. Входить до складу комуни Яра.
Село розташоване на відстані 307 км на північний захід від Бухареста, 30 км на південь від Клуж-Напоки.

## Населення
За даними перепису населення 2002 року у селі проживала 171 особа, усі — румуни. Усі жителі села рідною мовою назвали румунську.